# Dickleburgh and Rushall
Dickleburgh and Rushall är en civil parish i Storbritannien.   Den ligger i grevskapet Norfolk och riksdelen England, i den sydöstra delen av landet, 130 km nordost om huvudstaden London. Antalet invånare är 1 356. Arean är 14,9 kvadratkilometer.
Terrängen i Dickleburgh and Rushall är mycket platt.